# Disporum tonkinense
Disporum tonkinense är en växtart i släktet Disporum och familjen tidlöseväxter. Arten förekommer i norra Vietnam och beskrevs av Mitsuo Koyama 1958.